# Pfaffplatz
Der Pfaffplatz ist ein Platz in Kaiserslautern im Stadtteil Innenstadt West.

## Lage
Er befindet sich an der Verkehrskreuzung zwischen Pariser Straße, Rudolf-Breitscheid-Straße und Helmut-Hartert-Straße. Heute befindet sich hier eine der wichtigsten Bushaltestellen der Stadt.

## Geschichte
In älteren Stadtplänen ist das Terrain um den heutigen Pfaffplatz noch als feuchtes Wiesengelände bezeichnet. 1887 wurde im stadtordnenden Erweiterungsplan von Eugen Bindewald die Freifläche eingezeichnet. Ein freier Platz wurde dort schon seit 1880 geplant, weil sich das Wiesengelände nicht zur Bebauung eignete. Seit etwa 1860 befanden sich Platzrand ein Holzhof und ein Sägewerk. Noch heute führt vom Kotten zum Pfaffplatz die sogenannte Holzstraße. Ab Ende des 19. Jahrhunderts fand auf dem damals noch Wittelsbacherplatz genannten Platz ein kleiner Wochenmarkt statt. Den Namen Wittelsbacherplatz trug er seit 1892.
1893 sollte Platz in Pariser Platz umbenannt werden. Am 21. August 1939 beschloss der Stadtrat jedoch, den Wittelsbacherplatz in Georg-Michael-Pfaff-Platz umzubenennen. Der Name sollte an Georg Michael Pfaff, den Gründer des Pfaffwerks erinnern. In der Praxis wurde nun der Name Georg-Michael-Pfaff-Platz verwendet. Die heutige Bezeichnung Pfaffplatz wurde jedoch nie offiziell beschlossen; sie tauchte erstmals Mitte der 1970er Jahre in einem Wählerverzeichnis auf.
Um den Platz mit einem markanten Bauwerk aufzuwerten, wurde 1912 mit dem Bau des Pfaffbads begonnen. Dieses wurde jedoch am 16. Juni 1975 abgerissen, wodurch sich das Bild des Platzes schlagartig änderte. Ziel des Abrisses war ursprünglich gewesen auf dem Areal eine „Grünanlage mit kleiner Wasserfläche“ zu gestalten. Dieser Entschluss war das Ergebnis einer seit 1950 angefochtenen Diskussion; dabei fand insbesondere im Sommer 1954 eine große öffentliche Diskussion statt.
In den 1950er Jahren war geplant, auf dem Gelände des Pfaffplatzes einen Omnibusbahnhof zu errichten. Dabei wurde auch über eine Untertunnelung der Pariser Straße nachgedacht sowie über eine Wartehalle mit Kiosk. Aus diesen Plänen wurde jedoch nichts. Da die Stadt zu diesem Zeitpunkt nicht im Besitz aller Flächen war, musste sie  den Bau des Geschäftshauses samt Café, Verkaufsraum und Kiosk genehmigen.  In dieser Zeit entstanden ebenfalls das Aladin-Kino und eine Filiale der Stadtsparkasse Kaiserslautern sowie eine Wohnanlage.
Seit den 1990er Jahren liegen die Planungen um eine Neugestaltung des Pfaffplatz brach.